# Moifeh
Moifeh är en klan i Liberia.   Den ligger i regionen Bomi County, i den västra delen av landet, 50 km nordväst om huvudstaden Monrovia.